# Patrick Moreau
Pour les articles homonymes, voir Moreau.
Patrick Moreau est un footballeur français né le 3 novembre 1973 à Cognac qui évolue au poste de défenseur central.

## Biographie
En octobre 1987, alors joueur à Cognac, il est sélectionné en équipe de France juniors C1 pour un stage de détection nationale à Saint-Cyprien.
Il fait ses débuts en Division 1 sous les couleurs de l'ASSE lors du match Valenciennes - Saint-Étienne le 19 décembre 1992.
Il participe aux Jeux olympiques de 1996 avec l'équipe de France.

## Clubs
- 1991-1992 :  Racing CF (National)
- 1992-1996 :  AS Saint-Étienne (Ligue 1, 109 matchs, 4 buts)
- 1996-2001 :  SC Bastia (Ligue 1, 119 matchs, 5 buts)
- 2001-2002 :  FC Metz (Ligue 1, 24 matchs)
- 2002-2005 :  AS Nancy-Lorraine (Ligue 2, 69 matchs, 2 buts)
- 2005-2006 :  LB Châteauroux (Ligue 2, 11 matchs, 1 but)

## Palmarès
- Vainqueur de la Coupe Intertoto en 1997 avec Bastia
- Champion de France de D2 en 2005 avec Nancy